# 343157 Mindaugas
343157 Mindaugas este o planetă minoră (asteroid) din centura de asteroizi. A fost descoperită pe 25 aprilie 2009 la Baldone⁠(d) de Kazimieras Černis⁠(d). 
Obiectul prezintă o orbită caracterizată de o semiaxă mare de 3,0865792588742 UAi, o excentricitate de 0,18, o înclinație de 17,9 ° în raport cu ecliptica.